# International Encyclopedia of the Social & Behavioral Sciences
Die International Encyclopedia of the Social & Behavioral Sciences (IESBS) ist eine englischsprachige Enzyklopädie der Sozial- und Verhaltenswissenschaften in 26 Bänden, die in ihrer ersten Auflage im Jahr 2001 im Verlag Elsevier erschienen ist. Sie wurde von dem Soziologen Neil J. Smelser und dem Psychologen Paul Baltes herausgegeben.
Die Enzyklopädie besteht aus rund 4000 Artikeln, die in 39 "Sections" unterteilt sind. Die Enzyklopädie enthält rund 150 biographische Artikel. Die Bände 25 und 26 sind Registerbände mit Namens-Indices und einer inhaltlichen Erschließung. Die 24 Text-Bände umfassen insgesamt 16.695 Druckseiten.
Die IESBS ist kostenpflichtig online zugänglich. Das Vorwort, die Einleitung, und Übersichten der Artikel, Themen und Autoren sind – mit Abstracts – kostenlos online sichtbar. Die Zeitschrift "Contemporary Psychology" hat die IESBS als den "größten Korpus an Wissen" beschrieben, "der in den Sozialwissenschaften und den Verhaltenswissenschaften existiert".
Im Jahr 2015 erschien eine überarbeitete Neuauflage der Enzyklopädie bei Elsevier, die von James Wright herausgegeben wurde.

## Organisation
Neben den beiden Hauptherausgebern Baltes und Smelser und den "Section Editors" die jeweils für eine inhaltliche Sektion verantwortlich waren, existierte ein "International Advisory Board", der unter anderem zur Auswahl der "Section Editors" Beiträge leistete.

## Vorgänger
Ähnliche, frühere Enzyklopädien dieser Art sind die Encyclopedia of the Social Sciences, die in 15 Bänden zwischen 1930 und 1935 von E.R.A. Seligman und A. Johnson herausgegeben wurde und die 17-bändige International Encyclopedia of the Social Sciences, die im Jahr 1968 von David L. Sills im Verlag Macmillan herausgegeben wurde und von der im Jahr 2008 eine zweite Auflage erschien. Diese Enzyklopädien stehen jedoch organisatorisch in keinem direkten Zusammenhang mit der IESBS, sondern sind unabhängige Unternehmungen.